# Frank Hadow
Patrick Francis Hadow (24. ledna 1855, Regent's Park – 29. června 1946, Bridgwater, Somerset) byl anglický tenista, který v roce 1878 vyhrál druhý ročník Wimbledonu.

## Biografie
Spolu se šesti bratry navštěvoval základní školu Harrow School, kterou reprezentovali v kriketu. Nejstarší bratr Douglas Robert Hadow zemřel v červenci 1865 při sestupu první úspěšné výpravy, která dosáhla vrcholu hory Matterhorn.
Do druhého ročníku Wimbledonu v roce 1878 nastoupil během prázdnin po pobytu na kávovníkových plantážích na Cejlonu. Probojoval se do finále, kde narazil na obhájce titulu Spencera Gorea praktikujícího převážně hru na síti s přesnými voleji. Na tento způsob stylu našel účinnou protizbraň – přesné loby a zápas vyhrál ve třech setech 7–5, 6–1, 9–7. Byla to jeho jediná účast na turnaji, ve Wimbledonu již nikdy nenastoupil. Je tak jediným tenistou historie, který zde neztratil ani jeden set. Na turnaj se vrátil téměř po půl století, aby převzal medaili královny Marie jako tehdy nejdřívější žijící wimbledonský vítěz..
Když byl dotázán, zda by nastoupil opět do turnaje, odpověděl: „Nikoli. Je to změkčilá hra hraná měkkým míčkem.“
Byl také lovcem, na počátku 20. století trávil mnoho času v Africe. Získal několik cen a trofejí. V letech 1883 až 1891 hrál také kriket na nejvyšší úrovni.

## Finále na Grand Slamu

### Dvouhra

#### Vítěz (1)
| Rok  | Turnaj    | Finalista    | Výsledek      |
| 1878 | Wimbledon | Spencer Gore | 7–5, 6–1, 9–7 |